# Frederick Gardner Cottrell

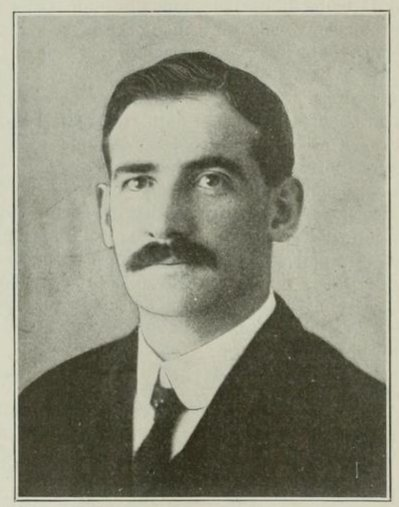
Frederick Cottrell.

Frederick Gardner Cottrell, född den 10 januari 1877 i Oakland, Kalifornien, död den 16 november 1948, var en amerikansk kemist.
Cottrell studerade i Tyskland, där han blev filosofie doktor i Leipzig 1902. Han var lärare i kemi vid Oaklands högskola och University of California 1897-1911. Cottrell hade därefter anställning vid Förenta staternas Bureau of Mines, där han 1919 blev assistant director. Han tilldelades Perkinmedaljen 1919 och Willard Gibbs-priset 1920.